# Mar de Andamão

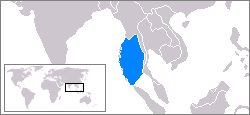
Localização do Mar de Andamão

O mar de Andamão é um mar nas costas do Oceano Índico oriental. Sua costa é formada pela Birmânia (Mianmar), Tailândia e Malásia.
Nele estão as Ilhas Andamão.
Biogeografia: Mar de Andamão é uma das 43 ecorregiões da lista "Global 200", que são algumas das ecorregiões selecionadas pelo World Wide Fund for Nature (WWF) e pela National Geographic Society por sua importância na conservação da natureza.